# كرة اليد الشاطئية

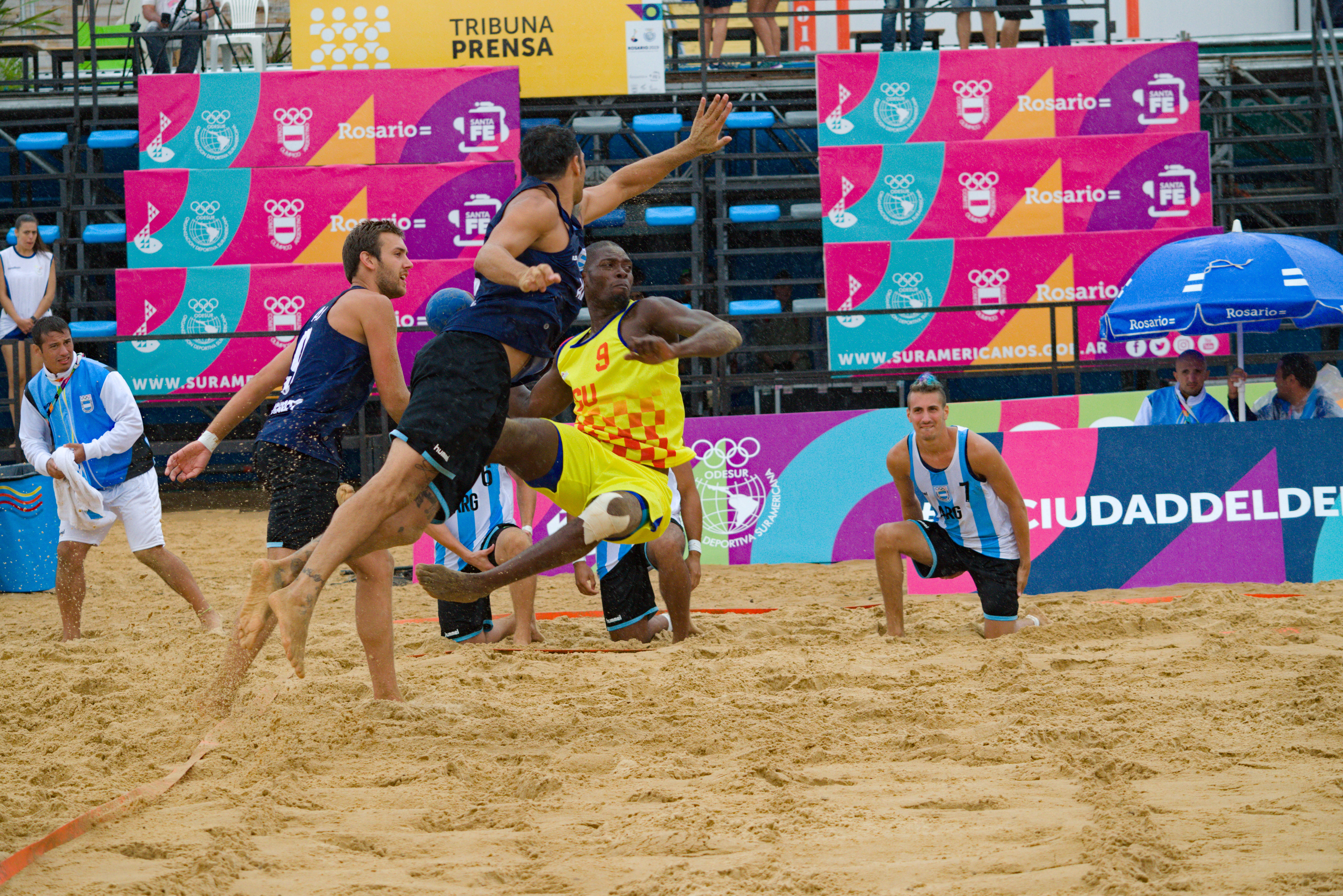

كرة اليد (التي تعرف أيضًا بكرة اليد الجماعية أو كرة اليد الأولمبية أو كرة اليد الأوروبية ) هي رياضة جماعية يتبارى فيها فريقان لكل منهما 7 لاعبين (6 لاعبين وحارس مرمى). يمرر اللاعبون الكرة فيما بينهم ليحاولوا رميها داخل مرمى الخصم لإحراز هدف. وتتألف المباراة من شوطين مدة كل منهما 30 دقيقةً، والفريق الذي يتمكن من تسجيل أكبر عدد من الأهداف في مرمى الخصم في نهاية شوطي المباراة هو الفريق الفائز. وفي الوقت الحالي، عادةً ما تقام مبارايات كرة اليد في صالات داخلية مخصصة لذلك، على العكس من كرة اليد التي كانت في الماضي تقام في أماكن خارجية، مثل كرة يد الملعب التي تقام على ملعب كرة القدم وكرة اليد الشاطئية. وكرة اليد الأمريكية تختلف تمامًا عن كرة اليد الأوروبية. وعند بدء المباراة، يتحرك اللاعبون بسرعة كبيرة ويحدث احتكاك جسدي فيما بينهم حينما يحاول مدافعو كل فريق التصدي لهجمات لاعبي الخصم ومنعهم من الاقتراب من المرمى. والاحتكاك بين اللاعبين غير مسموح إلا إذا كان مدافع أحد الفريقين في مواجهة تامة مع أحد مهاجمي الخصم؛ أي كان بين المهاجم والمرمى. وأي احتكاك جانبي أو من الخلف يعتبر مخالفًا لقواعد اللعب ويترتب عليه جزاءات صارمة. وإذا منع مدافع فريق المهاجم من الوصول إلى المرمى لإحراز هدف، يقوم الحكم بإيقاف المباراة عند هذه النقطة وتستأنف من جديد والكرة مع لاعبي الهجوم بدايةً من نقطة المخالفة أو من على الخط الذي يبعد عن المرمى بمسافة 9 أمتار. وفي حين أنه يسمح للاعبي كرة السلة بارتكاب 5 مخالفات فقط (6 مخالفات وفقًا للاتحاد القومي لكرة السلة)، فمن حق لاعبي كرة اليد ارتكاب عدد غير محدود من المخالفات التي تكون في صالح الدفاع، ولكنها في الوقت نفسه تؤثر على الحركة الإيقاعية للمهاجمين. أما عن عدد مرات إحراز الأهداف في كرة اليد، فمن حق كل فريق إحراز 20 هدفًا على الأقل. ولذا، ليس من الغريب أن تكون نتيجة المباراة 33 نقطةً في مقابل 31.بيد أن هذا لم يكن موجودًا في تاريخ اللعبة. فقديمًا، كان عدد أهداف كرة اليد أشبه بتلك الخاصة برياضة الهوكي على الجليد. ولكنه مع تطور أساليب الهجوم، وعلى الأخص استخدام الهجمات المضادة (الهجمات الخاطفة) بعد فشل فريق الخصم في شن هجمات، زاد معدل إحراز الأهداف.